# Kromosomi
Kromosomi su skup makromolekula u stanici živih bića. Sastoje se od DNK, RNK i histonskih i nehistonskih proteina. Biokemijski su slična sastava kromatinu, koji su drugi pojavni oblik kromosoma u eukariotskim stanicama. Svi su eukariotski kromosomi građeni od kromatina, za razliku od prokariota kojima je DNK drukčije organizirana. Prokariotski ekvivalent kromosomu je genofor koji se nalazi u nukleoidu. Kromosomi se nalaze u staničnoj jezgri, ali nisu vidljivi u interfazi jer su raspršeni i uočljivi su tek u staničnoj diobi jer se tada spiraliziraju.
Kromosomi su način na koji je priroda uspjela riješiti problem razdvajanja dvije identične molekule DNK na suprotne polove stanice za vrijeme mitoze i mejoze. Moramo uzeti u obzir da je jedna molekula DNK nekoliko tisuća puta duža od promjera stanice. Taj je problem riješen na način da se molekula DNK kondenzira tj. skupi na vrlo mali prostor uz pomoć histonskih i nehistonskih bjelančevina oko kojih se ona namata. Kada dostigne maksimalnu kondenziranost vrlo je lijepo vidljiva uz pomoć najjednostavnijeg svjetlosnog mikroskopa.
Kad se govori o broju kromosoma karakterističnom za vrstu, misli se na kromosome koji se pojavljuju za vrijeme diobe tjelesnih ili somatskih stanica (za razliku od spolnih stanica). To je dvostruki ili diploidni (oznaka 2n) broj, koji je u zdravoga čovjeka 46. 
Za razliku od somatskih spolne stanice (gamete): spermij i jajna stanica imaju polovičan ili haploidni (oznaka n) broj kromosoma (u čovjeka 23), što je prilagodba za održavanje karakteristiènog diploidnog broja nakon oplodnje. Od ukupno 46 kromosoma u čovjeka 44 su autosomi, a preostala dva su heterokromosomi (spolni kromosomi ili gonosomi) koji odreðuju spol osobe: X i Y (kombinacija XX za ženski, a XY za muški spol). 
Prema tome haploidne spolne stanice sadržavaju 22 autosoma i 1 heterokromosom (spermij X ili Y, a jajna stanica uvijek X). U ženskog spola (XX) spolni su kromosomi jednaki i sparuju se poput autosoma. U muškog spola (XY) spolni su kromosomi različiti i sparuju se (tj. podliježu zamjeni genetskog materijala između kromosoma  - engl. crossing over) tek malim dijelom na samim krajevima svojih kratkih krakova („pseudoautosomalna regija„), na kojima su homologni (tj. imaju isti redoslijed baza u DNK). Na Y-kromosomu taj se kraj nalazi uz sâm SRY-gen, koji jedini determinira muški spol. Zato tijekom crossing overa homologni kraj Y-kromosoma može „povući“ sa sobom taj gen (delecija na Y-kromosomu) i premjestiti ga na X-kromosom (translokacija). To objašnjava slučajeve XY-žena i XX-muškaraca.
Kromosomi mogu biti i jednostruki. Tada ih tvore dvije kromatide i jedan centromer. Jednostruki su za vrijeme mitoze, od anafaze do stadija S u interfazi. 
Kromosome s obzirom na položaj centromere, dijelimo na:
- metacentrične (centromer na sredini)
- telocentrične (centromer na trećini)
- akrocentrične (centromer pri kraju)